# Büntetés (jog)
A büntetés olyan jogi hátrány, amely a büntetőjogban az adott állam Büntető Törvénykönyve határoz meg.
A hatályos magyar Büntető Törvénykönyv (2012. évi C. törvény) VII. fejezete foglalkozik az egyes büntetésekkel.
A főbüntetések és a mellékbüntetések a büntetések egyes nemeinek a büntetésen belül játszott szerepét fejezik ki. A hatályos Btk. a főbüntetések mellett már csak egyféle mellékbüntetést ismer.

## A főbüntetések fajtái
- a) a szabadságvesztés,
- b) az elzárás,
- c) a közérdekű munka,
- d) a pénzbüntetés,
- e) a foglalkozástól eltiltás,
- f) a járművezetéstől eltiltás,
- g) a kitiltás,
- h) a sportrendezvények látogatásától való eltiltás,
- i) a kiutasítás.[1]